# Honoré Pons (architecte)
Pour les articles homonymes, voir Honoré Pons et Pons.
Honoré Pons, né le 5 juillet 1879 à Nice et mort dans la même ville le 1er août 1966, est un architecte français.

## Biographie
Élève de Gaston Redon, Honoré Pons concourt pour le prix de Rome en 1905. En 1909, il remporte le prix Godebeuf.
Honoré Pons participe à la reconstruction de la ville d'Arras.

## Distinctions
- Officier d'académie
- Officier de l'Instruction publique

## Réalisations
- Hall des thermes de Saint-Honoré-les-Bains (1906)

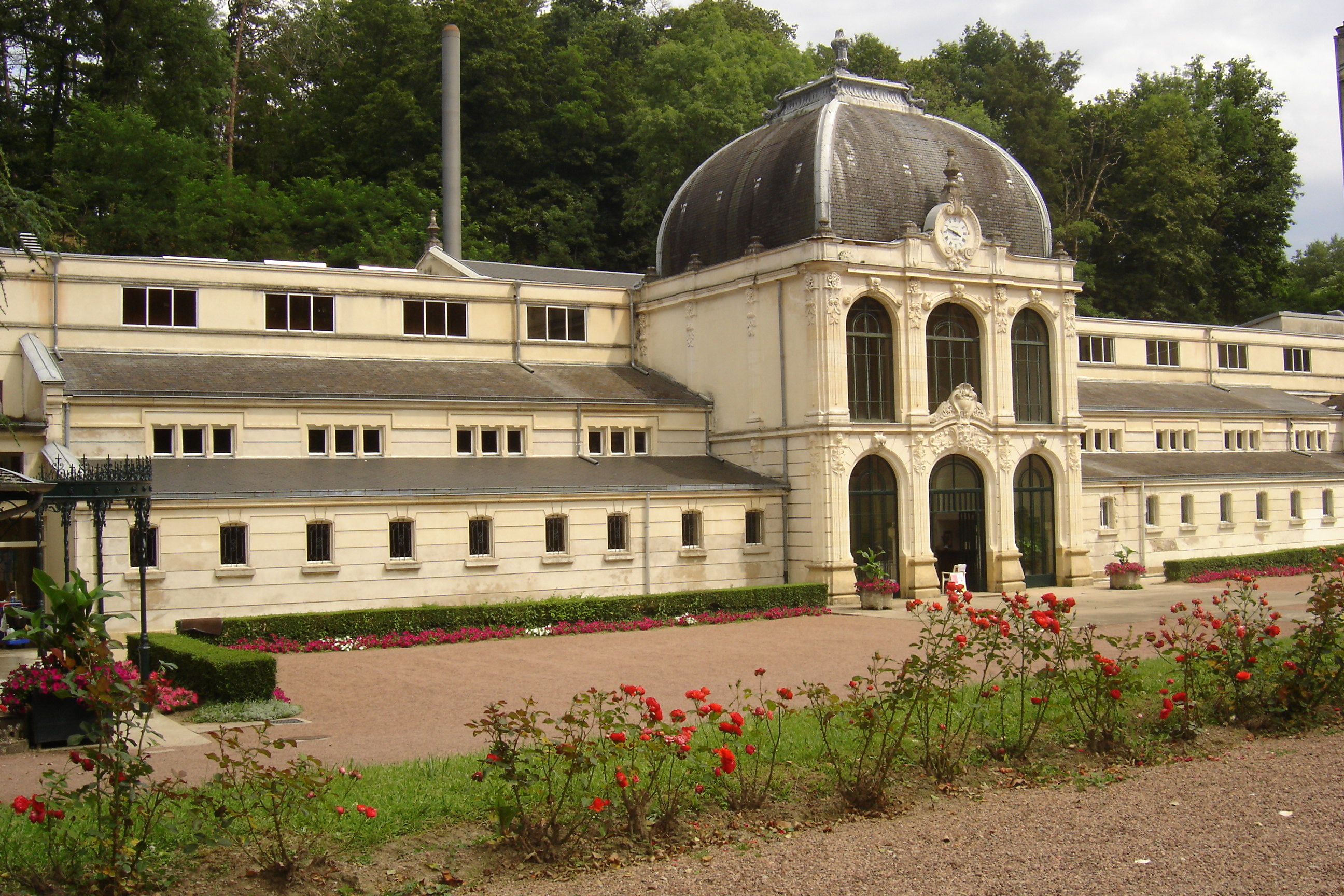
Les thermes de Saint-Honoré-les-Bains.